# 18丁目駅 (IRTレキシントン・アベニュー線)
18丁目駅（18ちょうめえき、英: 18th Steet）はマンハッタン区グラマシーのパーク・アベニュー・サウスと東18丁目の交差点にあったニューヨーク市地下鉄IRTレキシントン・アベニュー線の廃駅である。1904年10月27日に開業、1948年11月8日に廃止された。

## 歴史
駅は1904年10月27日、145丁目駅からシティ・ホール駅までのマンハッタンにおける最初の地下鉄が開業した際にその他27駅と同時に開業した。駅はホームから南隣の14丁目-ユニオン・スクエア駅ホームを視認できるほどに駅間距離が短く、駅間は5両編成の列車が収まる程度の長さしか無かった。このような立地のため、駅の廃止は早くとも1928年に提案がなされており、1948年11月8日に廃止された。

## 駅構造
| G          | -                  | 地上階                    |
| P ホーム階 | 相対式ホーム、廃止 | 相対式ホーム、廃止        |
| P ホーム階 | 北行緩行線         | ← 深夜帯：通過 ← 通過     |
| P ホーム階 | 北行急行線         | ← 深夜帯以外：通過        |
| P ホーム階 | 南行急行線         | → 深夜帯以外：通過 →      |
| P ホーム階 | 南行緩行線         | → 深夜帯：通過 → → 通過 → |
| P ホーム階 | 相対式ホーム、廃止 |                           |

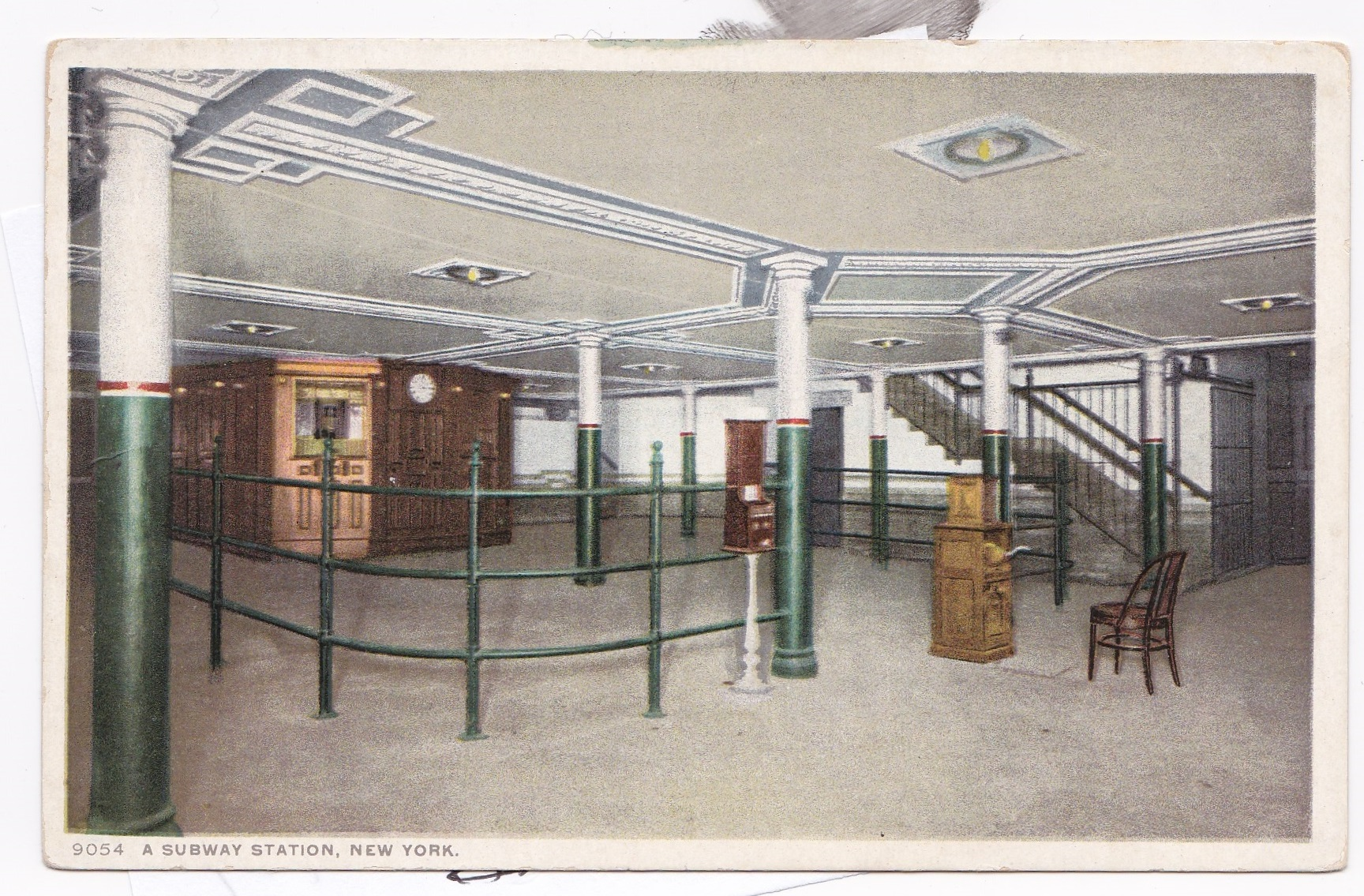
きっぷ売り場と改札口

駅は相対式ホーム2面と緩行線2線・急行線2線を有した2面4線の地下駅であった。天窓を有しており、天井には装飾が施されていた。なお、廃止後もホームは撤去されておらず23丁目駅 - 14丁目-ユニオン・スクエア駅間を走行する列車の車内からホームを見ることができる。